# جوائز هاينكن
جوائز هاينكن للفنون والعلوم هي مجموعة جوائز نصف سنويّة تمنحها الأكاديمية الملكية الهولندية للفنون والعلوم للمتميزين في مجالات مختلفة من العلوم، وللمتميزين في الفن.
سُمّيت جوائز هاينكن للفنون والعلوم على اسم كل من هنري بيير هاينكن، وهو ابن مؤسس الجائزة، ومؤسس شركة هاينكن للجعة جيرارد أدريان هاينكن، وألفريد هاينكن الرئيس التنفيذي السابق لشركة هاينكن هولدنجز، وشارلين دي كارفالو-هاينكن، والتي تشغل حالياً منصب رئيس مؤسسة جوائز هاينكن التي تموّل جميع جوائز هاينكن للفنون والعلوم.

## الجوائز
تتكون جوائز هاينكن للفنون والعلوم من 11 جائزة نصف سنوية موزعة على النحو التالي:

### جوائز العلوم الخمس
تبلغ قيمة كل منها 200 ألف يورو، وهي:
- جائزة الدكتور هنري بيير هاينكن للكيمياء الحيوية والفيزياء الحيوية.[1]
- جائزة الدكتور ألفريد هنري هاينكن للتاريخ.[2]
- جائزة الدكتور ألفريد هنري هاينكن للطب.[3]
- جائزة الدكتور ألفريد هنري هاينكن للعلوم البيئية.[4]
- جائزة شارلين دي كارفالو-هاينكن للعلوم المعرفية.[5]

### جائزة الفنون
أُضيف جائزة دكتور ألفريد هنري هاينكن للفنون في عام 1988 بحيث تُمنح لفنان بارز يعمل في هولندا، وتبلغ قيمة الجائزة 100000 يورو، ويُنفق نصف هذا المبلغ على منشور أو معرض فنّي للفنان الفائز.

### جوائز الشباب
استُحدثت بدءاً من عام 2010 مجموعة من جوائز هاينكن التي تُمنح للعلماء الشباب، وللمواهب الشابة في مجالات بحثية متعدّدة، وهي جائزة الدكتور هنري بيير هاينكن لفئة الشباب، وجوائز الدكتور ألفريد هنري هاينكن لفئة الشباب، وجائزة شارلين دي كارفالو-هاينكن لفئة الشباب في نفس المجالات سالفة الذكر.
كان من بين الحاصلين على جائزة دكتور هنري بيير هاينكن للكيمياء الحيوية والفيزياء الحيوية، وجائزة دكتور ألفريد هنري هاينكن للطب ثلاثة عشر فائزًا حصلوا بعد ذلك على جائزة نوبل.

## اختيار الفائزين
يشبه نظام اختيار الفائزين بجوائز هاينكن نظام اختيار الفائزين بجوائز نوبل إلى حد كبير، حيث تتمّ دعوة العلماء من جميع أنحاء العالم لترشيح زملائهم العلماء لجوائز هاينكن، وتعيّن الأكاديمية الملكية الهولندية لجانًا خاصّة تتكون من علماء بارزين، ويترأسها عضو في مجلس إدارة إحد شعبتي الأكاديمية، ويكون كل من أعضاء الأكاديمية، وغير الأعضاء مؤهلين لعضوية هذه اللجان، وتختار لجنة تحكيم مستقلة من أعضاء الأكاديمية بصفتهم الشخصية الفائزين بجائزة الدكتور ألفريد هنري هاينكن للفنون.
تُمنح جوائز هاينكن في جلسة خاصة للأكاديمية الملكية الهولندية للفنون والعلوم، والتي تقام كل عام في معرض بيرلاج في أمستردام. قام أمير أورانيا بتسليم جوائز هاينكن للفائزين في أعوام 2002، و2004، و2006، و2008، و2010، و2012.

## قائمة الحاصلين على جوائز هاينكن

### جائزة الدكتورهنري بيير هاينكن للكيمياء الحيوية والفيزياء الحيوية
| السنة | الفائز بالجائزة               |
| ----- | ----------------------------- |
| 2020  | بروس ستيلمان                  |
| 2018  | شياووي تشوانغ                 |
| 2016  | جينيفر دودنا                  |
| 2014  | كريستوفر دوبسون               |
| 2012  | تيتيا دي لانج                 |
| 2010  | فرانز أولريش هارتل            |
| 2008  | جاك و. زوستاك                 |
| 2006  | أليك جيفريز                   |
| 2004  | أندرو ز. فاير                 |
| 2002  | روجر ي. تسين                  |
| 2000  | جيمس روثمان                   |
| 1998  | أنتوني ج. باوسون              |
| 1996  | بول م. نيرس                   |
| 1994  | مايكل جون بيريدج              |
| 1992  | بيت بورست                     |
| 1990  | فيليب ليدر                    |
| 1988  | توماس ر.تشيك                  |
| 1985  | بيلا جولز، وفيرنر إ. ريتشاردت |
| 1982  | تشارلز وايزمان                |
| 1979  | آرون كلوج                     |
| 1976  | لورين ل. م. فان دينين         |
| 1973  | كريستيان دي دوف               |
| 1970  | بريتون تشانس                  |
| 1967  | جان ل. إ. براشيت              |
| 1964  | اروين تشارجاف                 |

### جائزة الدكتور ألفريد هنري هاينكن للطب
| السنة | اسم الفائز بالجائزة   |
| ----- | --------------------- |
| 2020  | كارل دييسيروث         |
| 2018  | بيتر كرميليت          |
| 2016  | ستيفن جاكسون          |
| 2014  | كاري أليتالو          |
| 2012  | هانز كليفرز           |
| 2010  | رالف شتاينمان         |
| 2008  | السير ريتشارد بيتو    |
| 2006  | ماري كلير كينج        |
| 2004  | إليزابيث هـ. بلاكبيرن |
| 2002  | دينيس سيلكو           |
| 2000  | إريك ر. كانديل        |
| 1998  | باري ج. مارشال        |
| 1996  | ديفيد دي فيد          |
| 1994  | لوك مونتانييه         |
| 1992  | سلفادور مونكادا       |
| 1990  | يوهانس ج. فان رود     |
| 1989  | بول كريستيان لوتربر   |

### جائزة الدكتور ألفريد هنري هاينكن للعلوم البيئية
| السنة | الفائز بالجائزة                  |
| ----- | -------------------------------- |
| 2020  | كورين لو كيري                    |
| 2018  | بول د. ن. هيبيرت                 |
| 2016  | جورجينا ميس                      |
| 2014  | جيب سيننجى دامستي                |
| 2012  | وليام لورانس                     |
| 2010  | ديفيد تيلمان                     |
| 2008  | بيرت برونكريف                    |
| 2006  | ستيوارت ل. بيم                   |
| 2004  | سايمون أ. ليفين                  |
| 2002  | لوني ج. طومسون                   |
| 2000  | بول هاريموس                      |
| 1998  | بول ر. إيرليش                    |
| 1996  | هيرمان دالي                      |
| 1994  | كولن بيبي وجمعية الطيور العالمية |
| 1992  | ماركو برانيكا                    |
| 1990  | جيمس إ. لوفلوك                   |

### جائزة الدكتور ألفريد هنري هاينكن للتاريخ
| السنة | الفائز بالجائزة    |
| ----- | ------------------ |
| 2018  | جاي ر. مكنيل       |
| 2016  | جوديث هيرين        |
| 2014  | أليدا أسمان        |
| 2012  | جيفري باركر        |
| 2010  | روزاموند ماكيتيريك |
| 2008  | جوناثان إسرائيل    |
| 2006  | جويل مكير          |
| 2004  | جاك لو غوف         |
| 2002  | هاينز شيلينغ       |
| 2000  | جان دي فريس        |
| 1998  | مونا أوزوف         |
| 1996  | هيكو أ. أوبرمان    |
| 1994  | بيتر ز. براون      |
| 1992  | هيرمان فان دير وي  |
| 1990  | بيتر جاي           |

### جائزة شارلين دي كارفالو-هاينكن للعلوم المعرفية
| السنة | الفائز بالجائزة   |
| ----- | ----------------- |
| 2020  | روبرت زاتوري      |
| 2018  | نانسي كانويشر     |
| 2016  | إليزابيث سبيلكي   |
| 2014  | جيمس مكليلاند     |
| 2012  | جون دنكان         |
| 2010  | مايكل توماسيلو    |
| 2008  | ستانيسلاس ديهاين  |
| 2006  | جون روبرت أندرسون |

### جائزة الدكتور ألفريد هنري هاينكن للفنون
| السنة | الفائز بالجائزة        |
| ----- | ---------------------- |
| 2020  | أنسويا بلوم            |
| 2018  | إريك فان ليشوت         |
| 2016  | إيفون دروج ويندل       |
| 2014  | ويندلاين فان أولدنبورغ |
| 2012  | بيتر سترويكن           |
| 2010  | مارك ماندرز            |
| 2008  | باربرا فيسر            |
| 2006  | جوب كويلوين            |
| 2004  | دان فان جولدن          |
| 2002  | أرنوت ميك              |
| 2000  | جويدو جيلين            |
| 1998  | جان فان دي بافيرت      |
| 1996  | كاريل مارتنز           |
| 1994  | ماتيس رولينج           |
| 1992  | كاريل فيسر             |
| 1990  | ماري بوت               |
| 1988  | تون فيرهوف             |

## جوائز نوبل
هناك من حصلوا على جوائز هاينكن في مجالات الطب، والكيمياء الحيوية والفيزياء الحيوية ثم حصلوا بعد ذلك أيضاً على جوائز نوبل، وهم:
كريستيان دي دوف: حصل على جائزة الدكتور هنري بيير هاينكن للكيمياء الحيوية والفيزياء الحيوية عام 1973، ثم حصل على جائزة نوبل في الطب والبيولوجيا عام 1974.
آرون كلوج: حصل على جائزة الدكتور هنري بيير هاينكن للكيمياء الحيوية والفيزياء الحيوية عام 1979، ثم حصل على جائزة نوبل في الكيمياء عام 1982.
توماس تشيك: حصل على جائزة الدكتور هنري بيير هاينكن للكيمياء الحيوية والفيزياء الحيوية عام 1988، ثم حصل على جائزة نوبل في الكيمياء عام 1989.
بول لوتربر: حصل على جائزة الدكتور ألفريد هنري هاينكن للطب عام 1989، ثم حصل على جائزة نوبل في الطب وعلم وظائف الأعضاء عام 2003.
بول نرس: حصل على جائزة الدكتور هنري بيير هاينكن للكيمياء الحيوية والفيزياء الحيوية عام 1996، ثم حصل على جائزة نوبل في الطب وعلم وظائف الأعضاء عام 2001.
باري ج. مارشال: حصل على جائزة الدكتور ألفريد هنري هاينكن للطب عام 1998، ثم حصل على جائزة نوبل في الطب وعلم وظائف الأعضاء عام 2005.
إريك ر. كانديل: حصل على جائزة الدكتور ألفريد هنري هاينكن للطب عام 2000، ثم حصل على جائزة نوبل في الطب، وعلم وظائف الأعضاء عام 2000.
أندرو زد فاير: حصل على جائزة الدكتور هنري بيير هاينكن للكيمياء الحيوية والفيزياء الحيوية عام 2004، ثم حصل على جائزة نوبل في الطب وعلم وظائف الأعضاء عام 2006.
روجر ي. تساين: حصل على جائزة الدكتور هنري بيير هاينكن للكيمياء الحيوية والفيزياء الحيوية عام 2002، ثم حصل على جائزة نوبل في الكيمياء عام 2008
جاك و. زوستاك: حصل على جائزة الدكتور هنري بيير هاينكن للكيمياء الحيوية والفيزياء الحيوية عام 2008، ثم حصل على جائزة نوبل في الطب وعلم وظائف الأعضاء عام 2009.
إليزابيث بلاكبيرن: حصل على جائزة الدكتور ألفريد هنري هاينكن للطب عام 2004، ثم حصل على جائزة نوبل في الطب وعلم وظائف الأعضاء عام 2009.
رالف م. شتاينمان: حصل على جائزة الدكتور ألفريد هنري هاينكن للطب عام 2010، ثم حصل على جائزة نوبل في الطب وعلم وظائف الأعضاء عام 2011.